# Красная Горка (сельсовет)
Сельсовет Красная Горка — сельское поселение в Володарском районе Нижегородской области.
Административный центр — посёлок Красная Горка.

## История
Городское поселение Рабочий посёлок Красная Горка образовано Законом Нижегородской области от 15 июня 2004 года № 60-З «О наделении муниципальных образований — городов, рабочих посёлков и сельсоветов Нижегородской области статусом городского, сельского поселения», установлены статус и границы муниципального образования.
В соответствии с Законом Нижегородской области от 4 сентября 2013 года № 115-З, с 1 января 2014 года городское поселение рабочий посёлок Красная Горка преобразовано в сельское поселение сельсовет Красная Горка.

## Население
| 2002  | 2008  | 2009  | 2010  | 2011  | 2012  | 2013  |
| ----- | ----- | ----- | ----- | ----- | ----- | ----- |
| 1107  | ↘330  | ↘296  | ↗1109 | ↗1111 | ↗1189 | ↗1305 |
| 2014  | 2015  | 2016  | 2017  | 2018  | 2019  | 2020  |
| ↗1362 | ↘1354 | ↗1442 | →1442 | ↘1435 | ↘1431 | ↗1460 |
| 2021  |       |       |       |       |       |       |
| ↗1532 |       |       |       |       |       |       |

## Состав сельского поселения
| № | Населённый пункт | Тип населённого пункта          | Население |
| - | ---------------- | ------------------------------- | --------- |
| 1 | Голышево         | посёлок                         | ↗221      |
| 2 | Дубки            | посёлок                         | ↘37       |
| 3 | Красная Горка    | посёлок, административный центр | ↗624      |
| 4 | Охлопково        | посёлок                         | ↘40       |
| 5 | Старая Сейма     | посёлок                         | 5         |
| 6 | Чернуха          | посёлок                         | ↘30       |
| 7 | Щелканово        | посёлок                         | ↗221      |